# هانا جولدي
هانا جولدي (بالإنجليزية: Hannah Goldy؛ مواليد 18 مايو 1992) هي مُقاتلة فنون قتالية مختلطة أمريكية.

## وصلات خارجية
- هانا جولدي على موقع يو إف سي (الإنجليزية)
- هانا جولدي على موقع شيردوغ (الإنجليزية)
- هانا جولدي على موقع Tapology.com (الإنجليزية)